# Moe Higa
Moe Higa, född 15 september 2007, är en japansk konstsimmare.

## Karriär
I augusti 2022 vid junior-VM i Québec tog Higa guld i både det tekiniska och fria soloprogrammet.
I juli 2023 vid VM i Fukuoka tog Higa guld tillsammans med Mashiro Yasunaga i damernas tekniska parprogram samt brons i det fria parprogrammet. Hon var även en del av Japans lag som tog silver i det fria lagprogrammet.
I februari 2024 vid VM i Doha var Higa en del av Japans lag som tog silver i det fria lagprogrammet och brons i det tekniska lagprogrammet. Vid olympiska sommarspelen 2024 i Paris slutade hon på åttonde plats tillsammans med Tomoka Sato i partävlingen samt var en del av Japans lag som slutade på femte plats i lagtävlingen.
Vid VM 2025 i Singapore var Higa en del av Japans lag som tog silver i det fria lagprogrammet.